# Charmeil
Charmeil település Franciaországban, Allier megyében. Lakosainak száma 967 fő (2022. január 1.). Charmeil Bellerive-sur-Allier, Creuzier-le-Vieux, Espinasse-Vozelle, Saint-Rémy-en-Rollat, Vendat és Vichy községekkel határos.

## Népesség
A település népességének változása:
| Lakosok száma | 323  | 363  | 564  | 710  | 768  | 823  | 967  | 1010 | 1039 | 967  |
|               | 1962 | 1975 | 1990 | 2006 | 2011 | 2013 | 2016 | 2018 | 2020 | 2022 |